# 柳沢里旭
柳沢 里旭（やなぎさわ さとあきら、享保7年5月27日（1722年7月10日） - 元文元年6月3日（1736年7月11日））は、越後黒川藩の第3代藩主。大和郡山藩士・柳沢里光（先代藩主・柳沢里済の兄・柳沢保教の三男）の長男。母は柳沢重守の娘。通称、新五郎。
享保元年（1716年）生まれともされる。享保20年（1735年）、叔父で先代藩主の里済が若死にしたため、その養嗣子として跡を継いだが、翌元文元年（1736年）の将軍御目見の直後に死去した。跡を弟で養子の保卓が継いだ。

## 系譜
父母
- 柳沢里光（実父）
- 柳沢重守の娘（実母）
- 柳沢里済（養父）

養子
- 柳沢保卓 - 里光の次男